# Frédéric Vallotton
Pour les articles homonymes, voir Vallotton.
Cet article possède un paronyme, voir Frédéric Valletoux.
Frédéric Vallotton, né le 20 juillet 1970, est un écrivain et enseignant vaudois.

## Biographie
Frédéric Vallotton est né à Lausanne, d'une famille ouvrière et a grandi à Morges. Il publie un premier roman à l'âge de 25 ans sous le pseudonyme de Fred Collins : Appel d'air, puis il publie sous son nom My life is a soap opera en 2005. En 2009, paraît aux Éditions Castagniééé La Dignité.
Licencié en Lettres à Lausanne, rédacteur en chef du CEPV-presse, le journal d'entreprise du centre Doret, Frédéric Vallotton enseigne au CEPV, école supérieure d'arts appliqués à Vevey.
Il est, de 2007 à 2009, président de l'Association vaudoise des écrivains.

## Publications
- Appel d'air, L'Hèbe, Fribourg, 2006.
- My life is a soap opera, Éditions Castagniééé, 2004.
- La Dignité, Éditions Castagniééé, 2009[1].
- Mémoire d'un révolutionnaire, roman historique sur Frédéric-César de la Harpe, Olivier Morattel, 2010.
- Les âmes galantes, Éditions Baudelaire, 2010.
- Tous les états de la mélancolie bourgeoise, Hélice Hélas Éditeur, 2013.
- Canicule parano: Ein wolkiger Sommernachmittag, Hélice Hélas Éditeur, 2014.